# Mondo Media
Mondo Media és una productora d'animació dirigida als adults estatunidenca amb seu a San Francisco. És conegut per la sèrie d'animació No Man's Sky.
Va ser fundada el 1988. El seu client fou Intuit, amb el qual tingué èxit creant-li una interfície gràfica. A partir d'aquest èxit guanyà reconeixement i fou contractada per altres empreses posteriorment. Durant la dècada del 1990 es dedicà al treball de gràfics i animació dels videojocs.
A partir del 1998 va deixar de ser una empresa que era subcontractada per a la producció d'animacions. Aleshores, es convertí una productora de pel·lícules originals. Amb aquest model de negoci fracassà i tornà a treballar com a subcontractada.
El 2011 col·laborà amb Youtube.
El 2016 s'uní amb Six Point Harness, quedant el resultat baix el mateix nom. Des d'eixe any també els seus programes són emesos a VRV.
Segons la revista AdAge, el gener de 2013, Mondo Media fou el canal de YouTube més popular, amb 1,3 milions de milions de visites i 1,3 milions de subscriptors.

## Produccions audiovisuals destacables
| Nom               | Tipus              |
| ----------------- | ------------------ |
| Swallow           | Sèrie d'animació   |
| This Modern World | Sèrie d'animació   |
| Lastman           | Sèrie d'animació   |
| Deep Space 69     | Sèrie d'animació   |
| Dick figures      | Sèrie i pel·lícula |
| Night Sweats      | Sèrie d'animació   |